# Шморгун, Василий Ефимович
Василий Ефимович Шморгун (27 ноября 1921 года, село Острожок — 27 января 1994 года, Барановка, Житомирская область, Украинская ССР) — рабочий Барановского фарфорового завода имени Ленина Министерства лёгкой промышленности Украинской ССР, Житомирская область. Герой Социалистического Труда (1971). Лауреат Государственной премии Украинской ССР (1981).

## Биография
Родился году в крестьянской семье в селе Острожок. Во время Великой Отечественной войны воевал в составе партизанского отряда имени Александра Невского. Позднее воевал в составе регулярных частей Советской Армии. За участие в прорыве обороны фашистских войск в районе города Брно был награждён орденом Славы 3-й степени, за мужество в боях с японскими милитаристами — орденом Славы 2-й степени.
В 1946 году демобилизовался и возвратился в родное село, где трудился рядовым колхозником. Позднее работал горновщиком на Барановском фарфоровом заводе.
В 1970 году досрочно выполнил личные социалистические обязательства и производственные задания Восьмой пятилетки (1966—1970). Указом Президиума Верховного Совета СССР от 5 апреля 1971 года «за выдающиеся успехи в досрочном выполнении заданий пятилетнего плана и большой творческий вклад в развитие производства тканей, трикотажа, обуви, швейных изделий и другой продукции легкой промышленности» удостоен звания Героя Социалистического Труда с вручением ордена Ленина и золотой медали «Серп и Молот».
Трудился на заводе до выхода на пенсию в 1980 году.
В 1981 году удостоен Государственной премии Украинской ССР в области науки и техники «за освоение и внедрение в производство скоростных автоматических печей по выпуску фарфоровой посуды».
Проживал в городе Барановка, где скончался в 1994 году.
Награды
- Герой Социалистического Труда
- Орден Ленина
- Орден Отечественной войны 2 степени (11.03.1985)
- Орден «Знак Почёта» (09.06.1966)
- Орден Славы 2 степени (12.09.1945) и 3 степени (20.05.1945)